# Ruta Estatal de California 232
La Ruta Estatal de California 232, abreviada SR 232 (en inglés: California State Route 232) es una carretera estatal estadounidense ubicada en el estado de California. La carretera inicia en el Sur desde la SR 1     en Oxnard en sentido Norte hasta finalizar en la SR 118     cerca de Saticoy. La carretera tiene una longitud de 6,6 km (4.110 mi).

## Mantenimiento
Al igual que las autopistas interestatales, y las rutas federales y el resto de carreteras estatales, la Ruta Estatal de California 232 es administrada y mantenida por el Departamento de Transporte de California por sus siglas en inglés Caltrans.